# Muglinov
Muglinov (něm.: Muglinau, pol.: Muglinów) je bývalá obec nacházející se na území Ostravy. V současné době je katastrálním územím a evidenční částí města Ostravy, spadající do městského obvodu Slezská Ostrava.

## Název
Nejstarší doloženy tvar jména zní Muglin a jedná se o německou hláskovou úpravu původního slovanského jména (přesný tvar nelze s jistotou určit), v jehož základu se nachází praslovanské slovo mogyla - "pahorek". České zakončení -ov pochází z německého -au (Muglinau).

## Historie

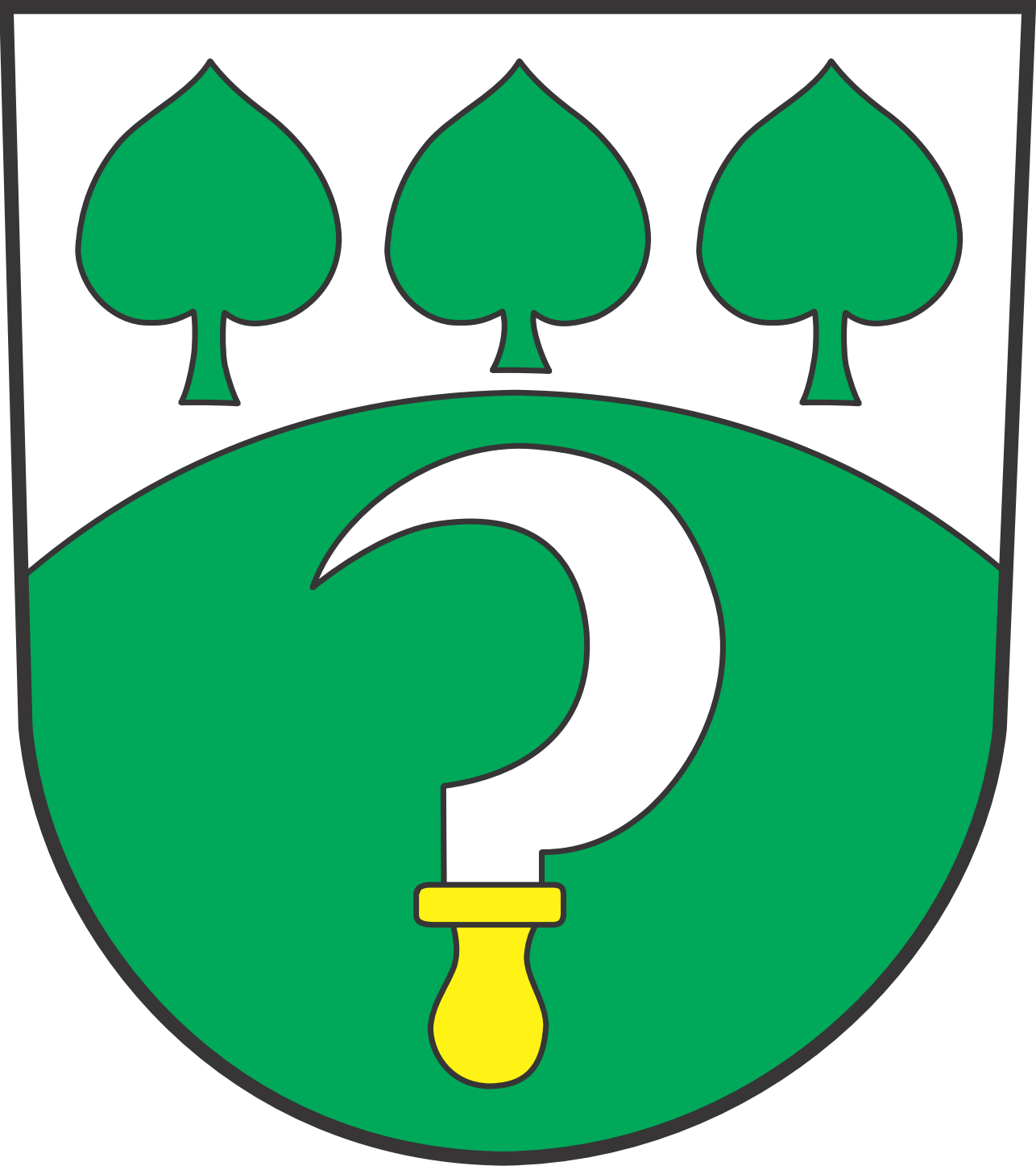
Znak ostravské místní části Muglinov

Původně patřil Muglinov k Těšínskému knížectví. První zmínka o něm je v soupisu desátků vratislavského biskupství z roku 1305. 
Ves byla zprvu v držení těšínských vévodů. V roce 1440 se stala součástí slezskoostravského a roku 1630 kunčičského panství. Roku 1714 byl Muglinov opět připojen k panství Slezská Ostrava, v jehož svazku setrval až do roku 1848. Pokusné vrty, prováděné v obci v polovině 19. století, nebyly úspěšné. Přesto i tady postupně vznikala řada průmyslových podniků, např. cihelny a podnik na výrobu hliněného zboží. Velký význam měla rovněž těžba čediče (bazaltu). Industrializaci provázel výrazný demografický rozvoj Muglinova a čilý stavební ruch. Kromě soukromé zástavby zde byla vybudována i hornická kolonie pro zaměstnance jámy „Ida“.
Roku 1849 byl Muglinov sloučen s Heřmanicemi a Hrušovem, od roku 1866 jen s Heřmanicemi, v roce 1890 se znovu stal samostatnou obcí. Součástí Ostravy je Muglinov od roku 1941. Obec byla během druhé světové války osvobozena Rudou armádou v noci z 30. dubna na 1. května 1945.

## Další části Slezské Ostravy
- Antošovice
- Heřmanice
- Hrušov
- Koblov
- Kunčice
- Kunčičky
- Slezská Ostrava